# Ермаковы
Ермако́вы (Ермоковы) — древний русский дворянский род.
Род внесён в родословную книгу: Ставропольской, Таврической, Полтавской губерний.
Ермаков Флор Яковлевич (1815—1895), российский предприниматель, один из крупнейших благотворителей, московский купец 1-й гильдии (1839), действительный статский советник (1890), возведён в потомственное дворянство (1877).

## История рода
Опричником Ивана Грозного числился Иван Ермаков (1573). Русин, Филипп и Иван Васильевичи владели поместьями в Орловском уезде (1594). Молашко Потапович вёрстан новичным окладом по Ельцу (1628). Пётр Дмитриевич владел поместьем в Путивльском уезде (1683). Поздняк Ермаков владел поместьем в Епифанском уезде (до 1683).

## Известные представители
- Ермаков Никита Клементьевич — сын боярский (1641).
- Ермаковы: Карп и Агафон — дети боярские по Ефремову (1664).
- Ермаков Иван — младший унтер-офицер, за отличие в бою (11.10.1914), командуя взводом, своей отвагою и личным примером, а также распорядительностью сохранил полный боевой порядок, за что награждён орденом Святого Георгия 4-й степени.
- Ермаков Иван — старший унтер-офицер, за отличие в бою (23.08.1915) восстановив телефонную связь, награждён орденом Святого Георгия 4-й степени[2][3]